# 世界ジュニアローイング選手権
世界ジュニアローイング選手権（The World Rowing Junior Championships）は、国際ローイング連盟（FISA）が主催するジュニア世代のローイング競技における世界最高峰の国際大会である。大会が開催される年の終わりまで18歳以下である選手のみ参加可能である。
FISAが主催するジュニアの大会は1967年から始まり、その後毎年開催されている。1970年にはその地位が高まり名称がJunior Chanpsとなり、1985年に現在のJunior World Champsという名称に変わった。また、ローイング競技の日本語の競技名も2023年まで「ボート競技」とされていたが変更された（詳細はローイング競技を参照）。この大会は「世界ジュニアボート選手権」と称されていたが、競技名の変更に伴い日本語名も「世界ジュニアローイング選手権」と称されるようになった。
ヨーロッパの多くの国ではこの大会の基準に満たない選手をCoupe de la Jeunesse（欧州ジュニアローイング選手権）に参加させている。

## 開催地
夏季オリンピックが開催される年には世界ローイング選手権と同じ場所での開催となる。

### 開催地
- 2024: セントキャサリンズ, カナダ
- 2023: パリ, フランス
- 2022: ヴァレーゼ, イタリア
- 2021: プロヴディフ, ブルガリア
- 2020: ブレッド, スロベニア
- 2019: 東京, 日本
- 2018: ラチツェ, チェコ 8月8日-12日
- 2017: トラカイ, リトアニア 8月2日-6日
- 2016: ロッテルダム, オランダ 8月23日-28日
- 2015: リオデジャネイロ, ブラジル 8月5日-9日
- 2014: ハンブルク, ドイツ 8月6日-10日
- 2013: トラカイ, リトアニア 8月7日-11日
- 2012: プロヴディフ, ブルガリア 8月15日-19日
- 2011: イートン, イギリス 8月3日-6日
- 2010: ラチツェ, チェコ 8月4日-7日
- 2009: ブリーヴ＝ラ＝ガイヤルド, フランス 8月5日-8日
- 2008: オッテンスハイム, オーストリア 7月22日-28日
- 2007: 北京 順義オリンピック水上公園 中国 8月8日-11日
- 2006: アムステルダム オランダ 8月2日-5日
- 2005: ブランデンブルク州, ドイツ 8月3日-6日
- 2004: バニョーラス, スペイン 7月27日-8月1日
- 2003: アテネ, ギリシャ 8月5日-9日
- 2002: トラカイ, リトアニア 8月7日-10日
- 2001: デュースブルク, ドイツ 8月7日-11日
- 2000: ザグレブ, クロアチア 8月1日-6日
- 1999: プロヴディフ, ブルガリア 8月4日-8日
- 1998: オッテンスハイム, オーストリア 8月4日-8日
- 1997: ハーゼウィンケル, ベルギー 8月6日-10日
- 1996: マザーウェル, スコットランド 8月5日-11日
- 1995: ポズナン, ポーランド 8月1日-5日
- 1994: ミュンヘン, ドイツ 8月2日-6日
- 1993: Årungen, ノルウェー 8月4日-8日
- 1992: モントリオール, カナダ 8月12日-15日
- 1991: バニョーラス, スペイン 8月1日-4日
- 1990: エグブレット, フランス 8月1日-5日
- 1989: セゲド, ハンガリー 8月1日-6日
- 1988: ミラノ, イタリア 8月3日-7日
- 1987: ケルン, 西ドイツ 8月5日-9日
- 1986: ロウドニツェ, チェコスロバキア 7月30日-8月3日
- 1985: ブランデンブルク州, 東ドイツ 8月7日-11日
- 1984: ヨンショーピン, スウェーデン 7月18日-21日
- 1983: ヴィシー, フランス 8月3日-7日
- 1982: ピエディルーコ, イタリア 8月4日-8日
- 1981: ソフィア, ブルガリア 8月4日-8日
- 1980: ハーゼウィンケル, ベルギー 8月13日-17日
- 1979: モスクワ ソビエト連邦 8月14日-18日
- 1978: ベオグラード, ユーゴスラビア 7月29日-30日
- 1977: タンペレ, フィンランド 8月4日-7日
- 1976: フィラッハ, オーストリア 8月11日-14日
- 1975: モントリオール, カナダ 8月6日-10日
- 1974: ラッツェブルク, 西ドイツ 8月1日-4日
- 1973: ノッティンガム, イングランド 8月1日-4日
- 1972: ミラノ, イタリア 8月2日-5日
- 1971: ブレッド湖, ユーゴスラビア 7月28日-31日
- 1970: イオアニナ, ギリシャ 8月5日-8日
- 1969: ラゴ・ディ・パトリア イタリア 8月6日-10日
- 1968: アムステルダム オランダ 8月2日-4日
- 1967: ラッツェブルク 西ドイツ